# قاموس الحوسبة المجاني على الإنترنت
ان قاموس الحوسبة المجاني على الإنترنت (FOLDOC) موجود على الإنترنت ويمكن البحث فيه، وهو قاموس موسوعي لمواضيع الحوسبة. وقد تم تأسيسه في عام 1985 من قبل دينيس هاو والذي استضافته كلية امبريال في لندن. وقد عمل هاو كرئيس تحرير في القاموس منذ إنشائه، بالإضافة إلى قدرة زوار موقع الويب تقديم اقتراحات لإضافات أو تصحيحات على المقالات.
القاموس يتضمن نصوص من مصادر مجانية أخرى، مثل ملف جارغون، فضلا عن تغطية العديد من المواضيع الأخرى ذات الصلة بالحوسبة. نظرا لتوفرها تحت رخصة جنو للوثائق الحرة ورخصة الحقوق المتروكة، وكذلك فان القاموس بدوره قد تم دمجه كليا أو جزئيا في مشاريع أخرى حرة المحتوى (مجانية)، مثل ويكيبيديا.